# Дом Моцарта (Вена)

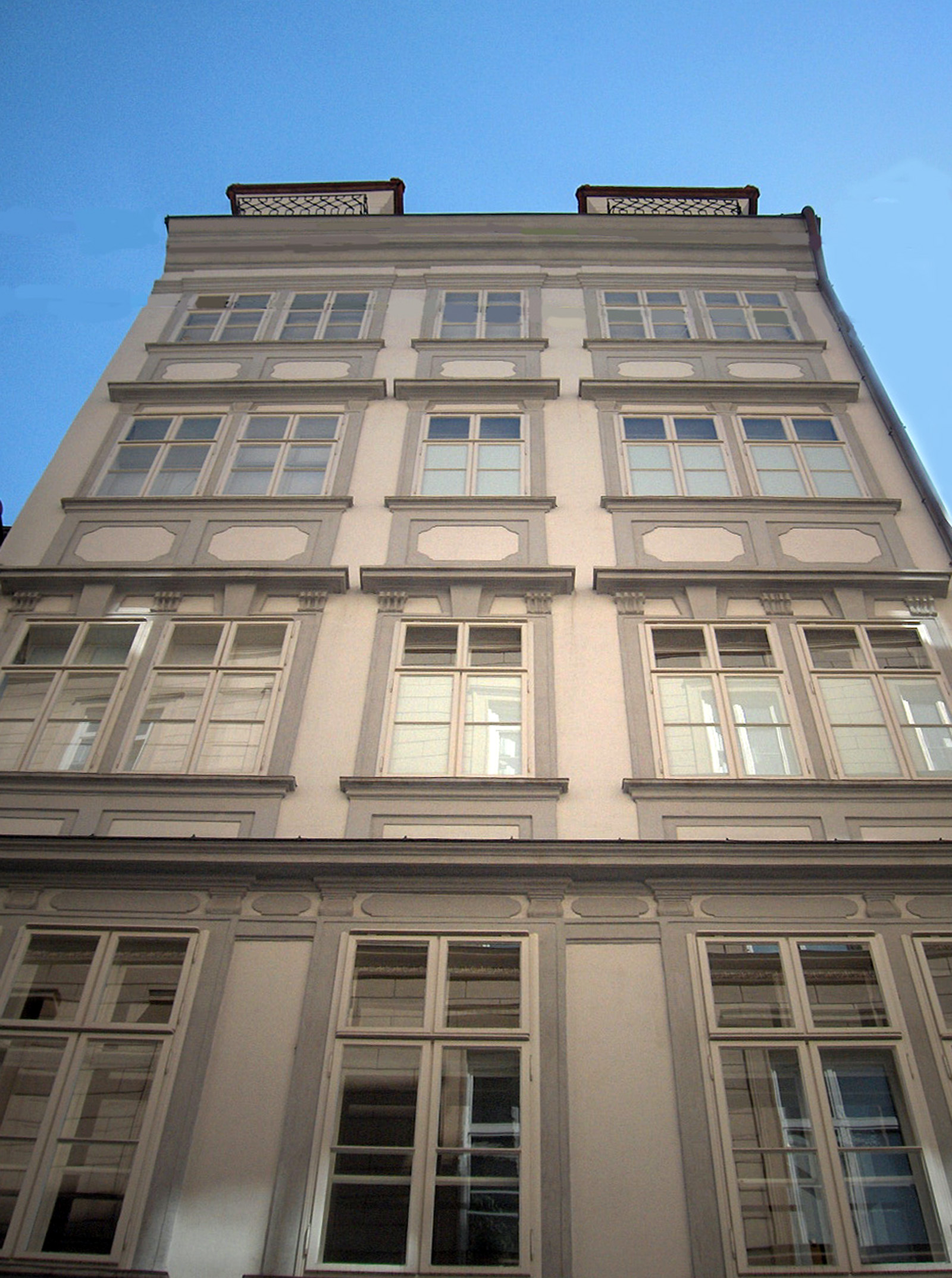
Дом Моцарта в Вене

Дом Моцарта — единственная дошедшая до наших дней квартира композитора в Вене. Расположена по адресу Домгассе, 5. Композитор проживал здесь с 1784 по 1787 год. Его апартаменты на втором этаже состоят из четырёх комнат, двух рабочих кабинетов и кухни. В этой квартире Моцарт жил дольше, чем в любой другой из более чем десятка квартир в Вене. В то время композитор уже был знаменит, вращался в светских кругах и получал множество приглашений выступить в лучших домах австрийской столицы.
В этом доме композитор написал оперу «Свадьба Фигаро» и другие свои произведения.
В 2006 году в доме Моцарта была проведена реконструкция, после которой музей стал занимать все три этажа дома на Домгассе, 5. На площади в 1000 квадратных метров располагается выставка, отражающая мир композитора и его произведений. Осмотр экспозиции сопровождает звучание мелодий из оперы «Свадьба Фигаро».